# Megacyllene globosa
Megacyllene globosa es una especie de escarabajo longicornio del género Megacyllene, tribu Clytini, subfamilia Cerambycinae. Fue descrita científicamente por Carelli-Aragão y Monné en 2011.

## Descripción
Mide 16,5 milímetros de longitud.

## Distribución
Se distribuye por Argentina, Brasil y Paraguay.